# 新興宗教樂團NoGoD
Nogod (格式為 NoGoD)是一個日本視覺系重金屬樂團。原本的名稱是新興宗教樂團NoGoD，後來2010年和唱片公司国王唱片簽約後，直接使用Nogod為名稱。

## 乐队历史
2005年初，以主唱「團長」為中心組成，展開頗具實驗性質的现场音乐会。10月以團長、Kyrie、Aki、華凜、K的五人陣容正式開始樂團活動，發行過數張獨立製作CD。
2006年7月在ARTPOP ENTERTEINMENT經紀公司廠牌下，發行單曲「赫布教」。單曲發行前夕的6月20日，在池袋CYBER舉辦首次ONEMAN Live。8月發行第二張單曲「黒布教」，11月29日則在原宿ASTRO HALL舉辦ONEMAN Live。12月則請來村井研次郎(ex-SEX MACHINEGUNS, cali≠gali)打造迷你專輯「神無布教」。
2007年4月28日在Shibuya O-WEST舉辦ONEMAN Live，動員550位歌迷SOLD OUT！5月發行單曲「Atria」，7月Aki(Gt.)脫退。之後在O-EAST的Event Live中，現任吉他手Shinno加入。將從前完售絕版的獨立製作音源重新錄製，並再多收一首新曲，而發行了「天」，與9月的「罰」兩張單曲。9月22 日在渋谷CLUB QUATTRO舉辦ONEMAN Live，10月展開首度的ONEMAN TOUR。12月23日則在浦和Narciss舉辦「團長生誕祭～在琦玉的中心呼喊愛～」活動(SOLD OUT)。
2008年2月在發行首張專輯前的先行單曲「最棒的世界」在Live會場限定販售。4月發行首張專輯「夢幻教」，得到日本公信獨立榜第六名的佳績！7月13日第二次舉辦ONEMAN TOUR，最終場於東京九段會館舉行首次的Hall Live。9月23日在川崎CLUB CITTA舉辦ONEMAN Live，10月「碧綠之風」、11月「碧綠大地」兩張單曲發行，並舉辦「碧綠色世界」巡迴演唱會。
2009年2月，發行第2張專輯「極彩色」。2月21日從Shibuya O-EAST開始ONEMAN TOUR2009「極彩色」。跋涉至東京、福岡、廣島、岡山、姫路、大阪、名古屋、横浜、仙台、札幌等地巡迴演出，最終場在渋谷CLUB QUATTRO。7月發行Live會場限定單曲「Mr. Heaven」，9月於Shibuya O-WEST舉辦ONEMAN Live，並發行迷你專輯「羅針盤」，且展開第二次的全國巡迴演出（東京、名古屋、大阪、姫路、岡山、福岡、廣島、本八幡、横浜、仙台、新潟、札幌），最終場在東京KINEMA俱樂部舉行，並宣佈主流出道Major Debut！12月在琦玉副都心HEAVEN’S ROCK舉辦團長生誕祭的ONEMAN Live與Fan Club旅行。伴隨著主流出道，也正式將原本團名「新興宗教楽団NoGoD」改為只用英文表記的「NoGoD」。 
2010年1月，連同Fan Club限定Live在內，在池袋CYBER舉辦了3DAYS Live，而展開了東京、名古屋、大阪的巡迴演出，2月則在Shibuya BOXX舉行Indies‧Last‧Oneman的2DAYS演唱會(SOLD OUT)。
2010年6月9日，正式推出主流出道首張單曲「カクセイ」(覺醒)。
2010年8月1日，在推出首張主流專輯並展開日本巡迴演唱的前夕，NoGoD特別選擇來到台灣The Wall舉辦演唱會，作為他們放眼世界的全新開始第一站！

## 音樂風格
Nogod 的音樂風格包含了重金属到慢民谣。乐队的"Kakusei"（"Awakening"）等歌曲的的技術性獲得讚賞。

## 乐队成員

### 現任
団長——主唱
Kyrie——七弦吉他
Shinno——吉他
華凛——五弦貝斯
K——鼓

### 退出成員
アキ——吉他
KANA——貝斯
想夢——吉他

## 音乐作品列表

### 大碟專輯
- 2006.02.24 「天罰円盤」
- 2006.12.06 「神無布教」
- 2008.04.09 「夢幻教」
- 2009.02.25 「極彩色」
- 2009.09.23 「羅針盤」
- 2010.03.03 「INDIES BEST SELECTION 2005-2009」
- 2010.08.04 「欠片」
- 2011.08.03 「現実」
- 2013.02.06 「V」
- 2014.09.17 「Make A New World」

### 單曲
- 2005.11.12 「君に贈る不器用で身勝手な詩」
- 2006.04.09 「櫻/君は月を掴む」
- 2006.07.12 「赫布教」
- 2006.08.30 「黒布教」
- 2007.05.09 「アトリア」
- 2007.08.08 「天」
- 2007.09.26 「罰」
- 2008.02.16 「最高の世界/白鷺」
- 2008.10.08 「碧の風 -ミドリノカゼ-」
- 2008.11.05 「碧の大地 -アヲノダイチ-」
- 2009.07.25 「Mr.HEAVEN」
- 2010.06.09 「カクセイ」
- 2011.04.06 「Raise a Flag」
- 2011.07.06 「神風」
- 2012.02.19 「Love?」
- 2012.10.10 「Stand Up!」

### 無料配布
- 2006.06.20 「この世界に見放されても」
- 2008.07.13 「夢の続き」
- 2009.05.04 「極彩色」

### 參加合輯
- 2006.06.28 「LOOP OF LIFE 6」收錄樂曲 : ノーゴッド
- 2006.09.15 「裏海賊盤。No.003」收錄樂曲 : 君に贈る不器用で身勝手な詩
- 2006.10.10 「Shock Edge'2006」收錄樂曲 : 愚蓮
- 2011.01.26 「CRUSH! -90's V-Rock best hit cover songs-」收錄樂曲 : 1/3の純情な感情（原SIAM SHADE名曲）

## 外部連結
- 官方網站 Archive.today的存檔，存档日期2012-12-09
- King Records 頁面 （页面存档备份，存于）
- Gan-Shin 頁面 （页面存档备份，存于）
- CLJ Records 頁面 （页面存档备份，存于）
- Oricon 頁面 （页面存档备份，存于）